# Restrepia aspasicensium
Restrepia aspasicensium là một loài lan có mặt từ Colombia đến tây bắc Venezuela.